# Gare de Ravezies
Pour les articles homonymes, voir Gare de Saint-Louis.
La gare de Ravezies (anciennement Bordeaux-Saint-Louis) est une gare ferroviaire française fermée de la ligne de Ravezies à Pointe-de-Grave , située sur le territoire de la commune du Bouscat, dans le département de la Gironde, en région Nouvelle-Aquitaine.
Elle est mise en service en 1968 par la Société nationale des chemins de fer français (SNCF) après la fermeture de l’ancienne gare de Bordeaux-Saint-Louis dont elle gardera le nom jusqu'en 2008. Elle ferme en 2012, pour laisser la place aux travaux du « tram-train du Médoc », nom donné à cette branche de la ligne C du tramway de Bordeaux, qui ouvre en 2016. Elle fut desservie par des trains TER Aquitaine.

## Situation ferroviaire

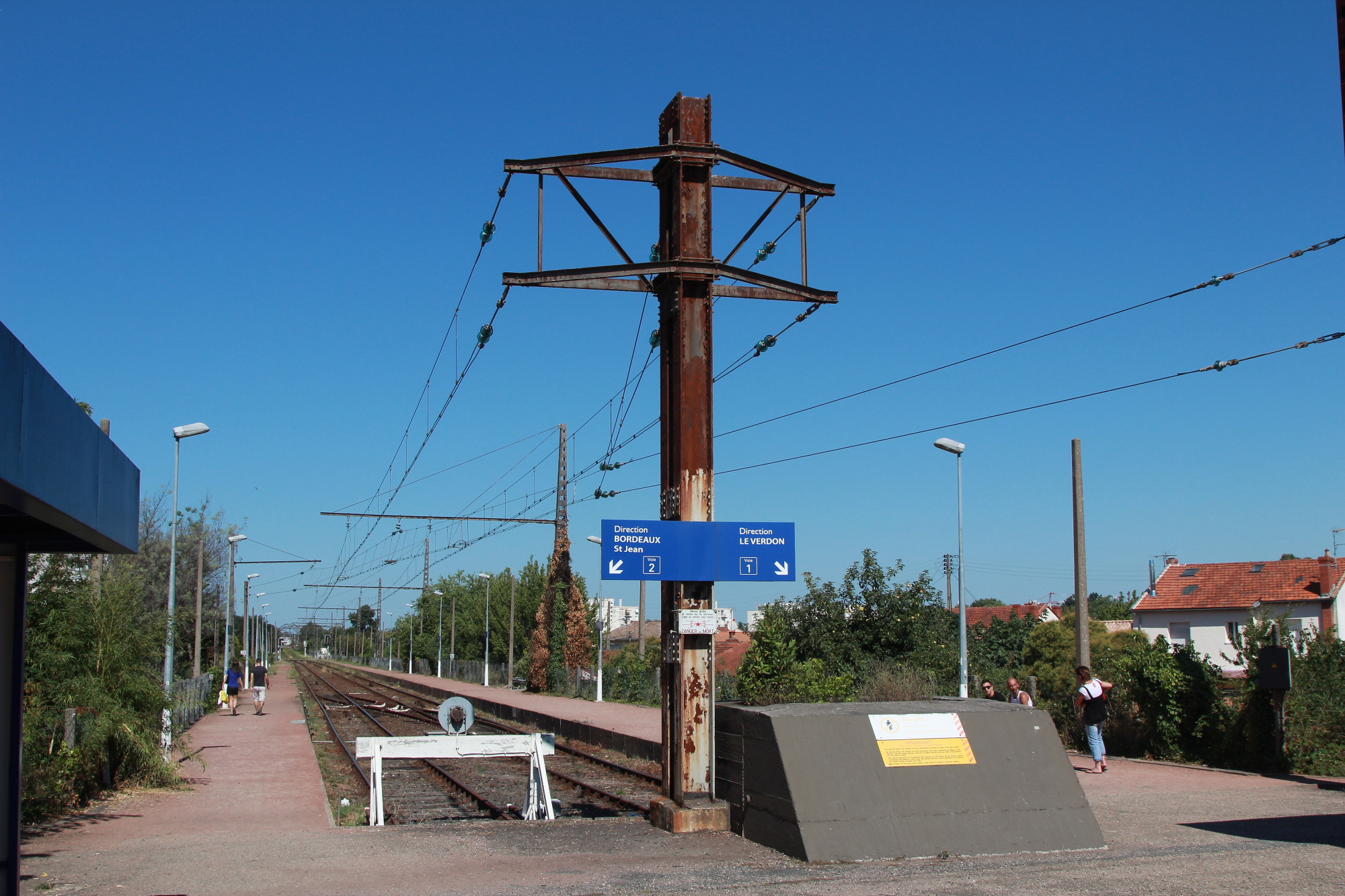
Les buttoirs de la gare en 2012, quelques jours avant la fermeture.

Établie à 5 m d'altitude, la gare de Ravezies est située au point kilométrique (PK) 0,905 de la ligne de Ravezies à Pointe-de-Grave, aussi surnommée Ligne du Médoc. L'origine de cette ligne était jusqu'en 1968, la gare de Bordeaux-Saint-Louis déplacée de 905 m vers le nord cette année-là, à la suite d'une opération d'urbanisme et finalement renommée Ravezies en 2008. La gare suivante est celle de Bruges.
Gare de bifurcation, elle est également le point d'aboutissement de la Ceinture de Bordeaux au PK 13,796, qui a son origine en gare de Talence-Médoquine sur la ligne de Bordeaux-Saint-Jean à Irun. La gare précédente est celle du Bouscat Sainte-Germaine.
La ligne de Ravezies à Pointe-de-Grave et la ceinture de Bordeaux sont reliées entre elles par le raccordement de Bonnaous à Beyreman situé au nord de la gare de Ravezies. Elle permet aux convois de fret d'éviter un rebroussement en gare. Depuis le 27 août 2012, ce raccordement est également utilisé par tous les trains de voyageurs reliant Bordeaux-Saint-Jean à Lesparre et au-delà, Le Verdon et La Pointe-de-Grave, ne desservant plus la gare de Ravezies.

## Histoire

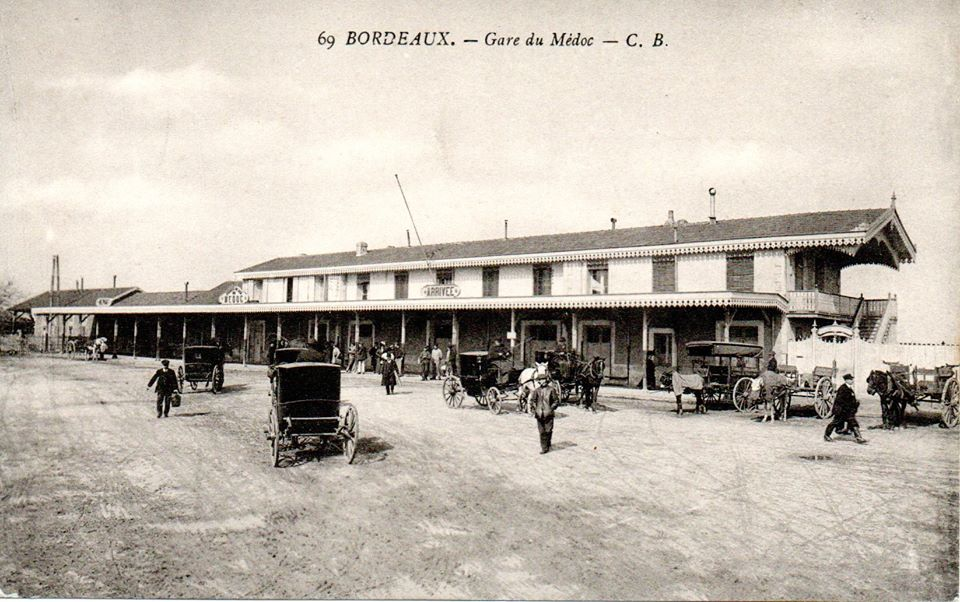
La gare originelle.

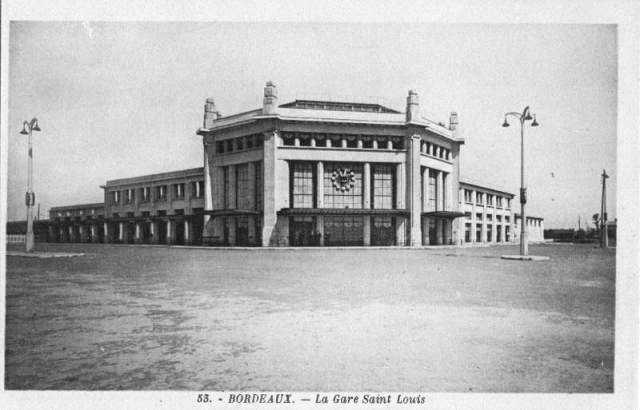
La gare Saint-Louis après 1932

La gare a été mise en service en 1868 en même temps que la ligne du Médoc sous le nom de Bordeaux-Saint-Louis. Elle fut exploitée par les Chemins de fer du Médoc de 1868 à 1912 puis par les Chemins de fer du Midi de 1912 jusqu'à la création de la SNCF en 1938. Elle était encore en service en juin 1941 . Elle desservit Macau dès 1868, Le Verdon en 1875, Lacanau en 1885 grâce à l'ouverture de la ligne Bordeaux-Lacanau, puis La Pointe-de-Grave en 1902. Elle fut reliée à la Gare de Bordeaux-Saint-Jean en 1918. 
La gare de l’ancienne compagnie du Médoc faisait l’objet de vives critiques des collectivités (Chambre de commerce, ville de Bordeaux et département de la Gironde) qui souhaitaient un embellissement du quartier et une plus grande commodité pour les voyageurs et le public. L’étude menée va aboutir dès 1929 à la reconstruction de l’ensemble de la gare avec une configuration des voies plus rectiligne et perpendiculaire au cours du Médoc disposition qui permet de construire le bâtiment voyageurs sous la forme de deux édifices réunis en équerre par un hall à pans coupés (ce dernier est actuellement utilisé par un supermarché et une galerie marchande). L’architecture est en béton armé s’inspirant des Arts Décoratifs en vogue en 1925. Trois voies étaient réservées à La-Pointe-de-Grave, quatre à la ligne de ceinture et à la Société générale des chemins de fer économiques (réseau concédé par le département qui partageait depuis 1885 l’emprise de la gare). De plus, les installations marchandises comportent cinq nouvelles voies qui permettaient d’accueillir 70 wagons réservées à la ligne de ceinture auxquelles étaient juxtaposées des halles pour les bestiaux et pour les messageries, des quais découverts réservés aux machines agricoles, aux fûts vides et aux denrées non périssables. En définitive, une gare équipée de toutes les installations fonctionnelles et confortables dignes d’une grande gare moderne.     

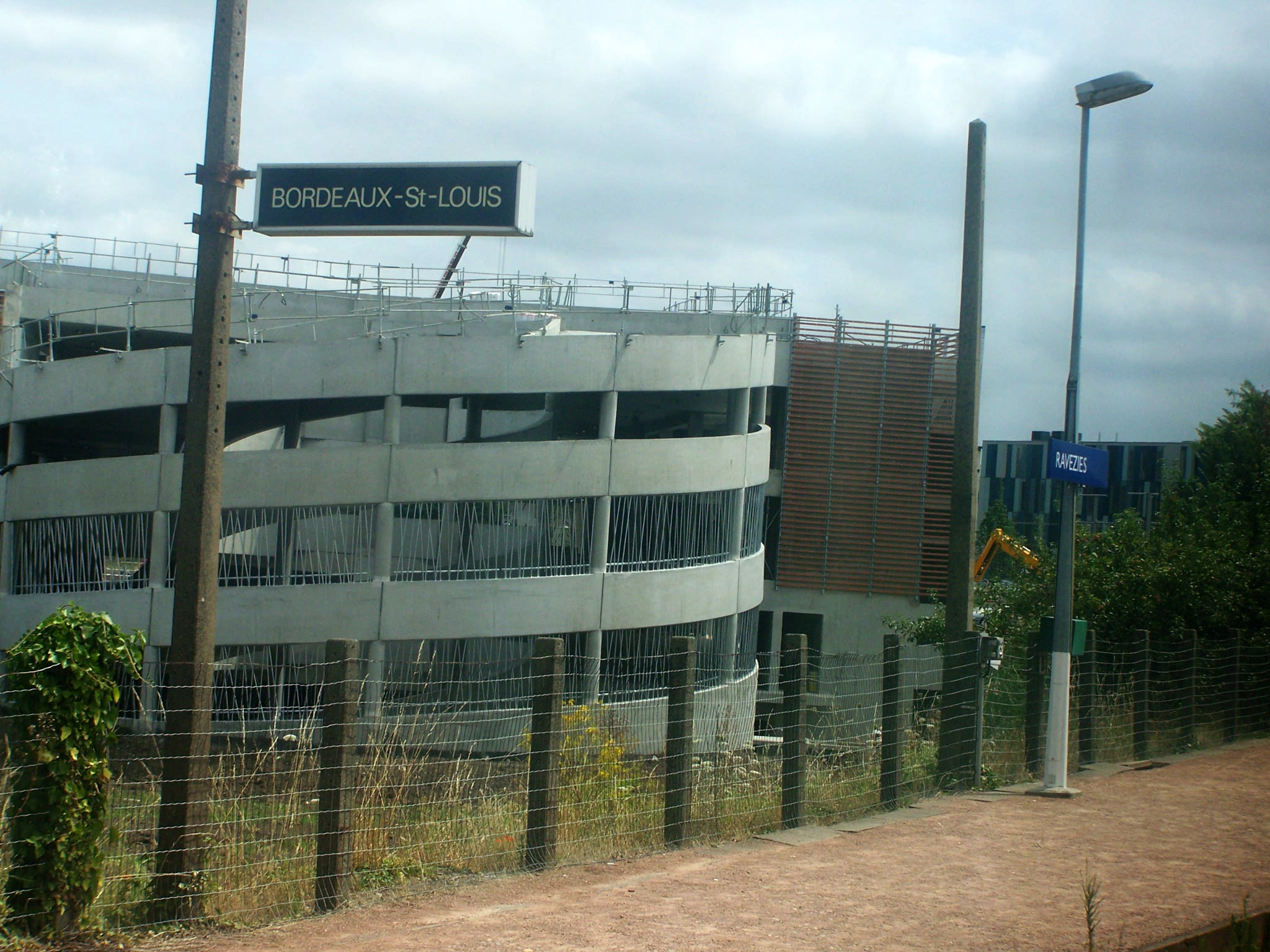
En juillet 2008, la gare détenait toujours les deux pancartes « Ravezies » et « Bordeaux St-Louis »' se côtoyant l'une et l'autre.

Auparavant elle était située près du port industriel pour le fret et les voyageurs vers le Médoc. Mais les passages à niveau attenant à l'ancienne gare empêchaient la construction de la rocade. Elle a donc été déplacée en 1968 vers Le Bouscat, place Ravezies (emplacement actuel). L'ancienne gare a été remplacée par un supermarché. L'ancienne gare de triage a été récemment[Quand ?] détruite à la suite d'une opération d'urbanisme.
Elle fut renommée Ravezies le 6 juillet 2008 lors de la mise en place du cadencement sur la ligne Bordeaux - Le Verdon, et aussi pour ne pas faire interférence avec la station de tramway située devant la gare, ouverte quelques mois plus tôt.

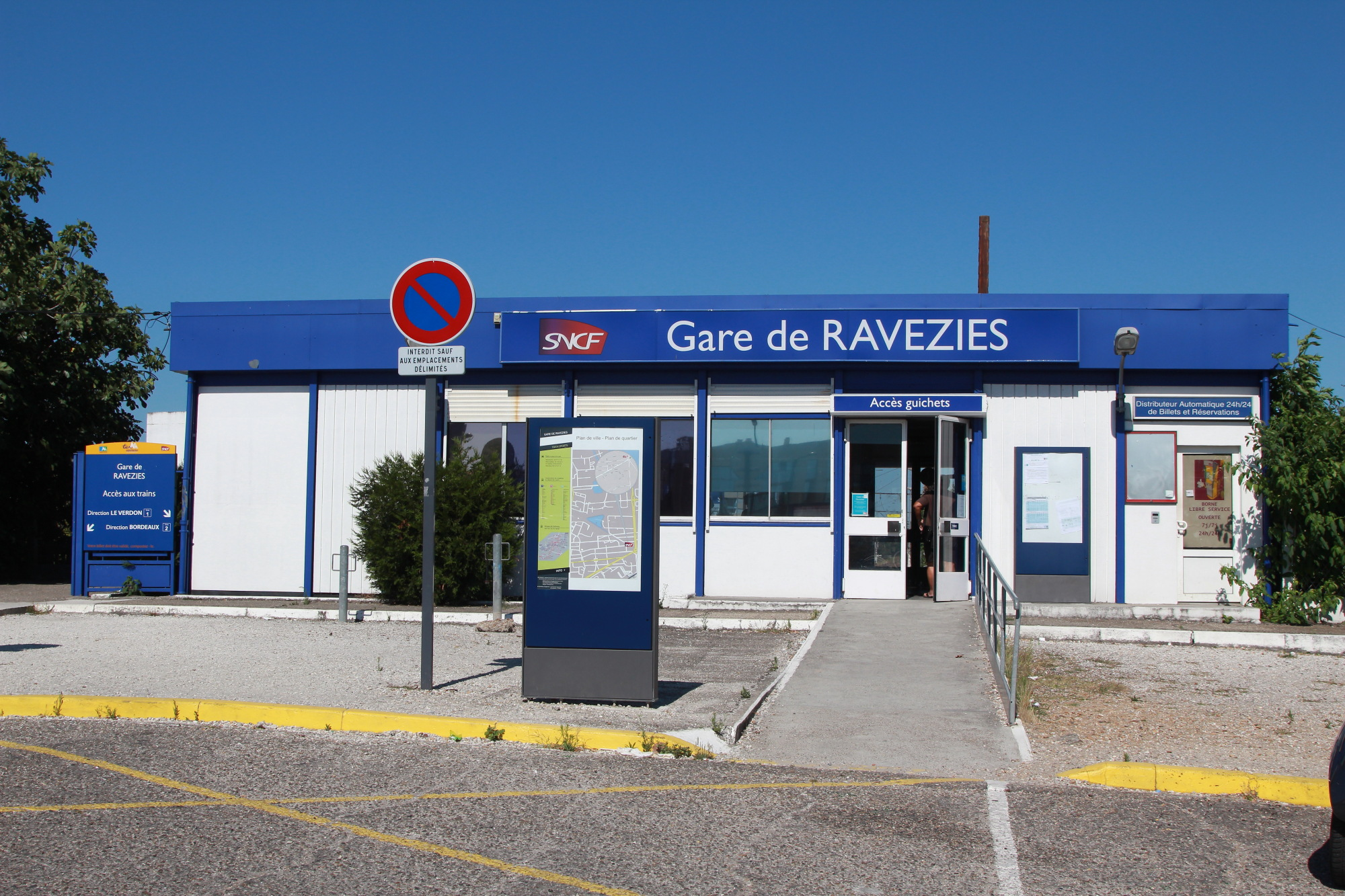
Le bâtiment voyageur en préfabriqué depuis l’origine du déplacement de la gare.

En 2012, la gare est desservie par des trains TER Aquitaine de la relation Bordeaux-Saint-Jean - Lesparre. Certains trains sont prolongés jusqu’à la gare du Verdon et jusqu’à la gare de La Pointe-de-Grave en juillet et août. Elle est également le terminus de quelques trains en provenance de Macau qui circulent toute l'année, sauf en juillet et août. Gare terminus, son bâtiment voyageurs, en préfabriqué, est situé au bout des voies.
La gare est fermée définitivement le 27 août 2012 du fait des travaux du prolongement de la ligne C du tramway de Bordeaux à Blanquefort (projet « tram-train du Médoc ») qui relie depuis le 17 décembre 2016 la gare de Blanquefort à la station Cracovie la Ligne C du tramway de Bordeaux avant de continuer sur les infrastructures existantes. Une station du tramway de Bordeaux est créée à proximité. Les anciens bâtiments de la gare en préfabriqué ont été détruits au début de l'année 2015. Les terrains libérés seront aménagés pour la construction.

## Station Place Ravezies
Située allée de Boutaut, la station Place Ravezies du tramway de Bordeaux est desservie par la ligne C du tramway de Bordeaux. Des arrêts de bus sont desservis par les lignes 7, 9, 27 et 82 du réseau de bus urbain TBM, et par la ligne 424 du Réseau TransGironde.